# Jürgen Panis
Jürgen Panis (Wiener Neustadt, 21 april 1975) is een voormalig betaald voetballer uit Oostenrijk, die in 2010 zijn professionele carrière beëindigde bij LASK Linz. Hij speelde als middenvelder.

## Interlandcarrière
Panis speelde in 2002 in totaal vijf interlands (geen doelpunten) voor de Oostenrijkse nationale ploeg. Zijn debuut maakte hij op 27 maart 2002 in de vriendschappelijke wedstrijd tegen Slowakije, tegelijkertijd met René Aufhauser (Grazer AK), Ferdinand Feldhofer (SK Sturm Graz
), Roland Linz (Austria Wien), Thomas Höller (FC Kärnten) en Thomas Hickersberger (SV Salzburg).

## Erelijst
FC Tirol Innsbruck
- Oostenrijks landskampioen

2001, 2002
 FK Austria Wien
- Oostenrijks landskampioen

2003
- Beker van Oostenrijk

2003